# Wojciech Chabasiński
Wojciech Chabasiński (ur. 1918, zm. 13 maja 1995) – polski dyplomata i tłumacz, poseł w Brazylii, ambasador we Włoszech, Portugalii i Japonii.

## Życiorys
Od września 1928 uczęszczał do Gimnazjum im. Romualda Traugutta w Częstochowie. Maturę zdał w 1935.
Był ambasadorem PRL w Brazylii od 1956 do 1965 (do 1961 posłem), ambasadorem PRL we Włoszech od 1967 do 1971 oraz w Portugalii od 2 grudnia 1974 do 1979. W 1980 starszy doradca w Gabinecie Ministra Spraw Zagranicznych. W latach 1983–1987 ambasador w Japonii.
Tłumaczył z języka portugalskiego.
Był mężem Krystyny z Lissowskich (zm. 1982). Mieli jedno dziecko.

## Ordery i odznaczenia
- Order Sztandaru Pracy II klasy (1964)[8]
- Krzyż Kawalerski Orderu Odrodzenia Polski (19 lipca 1946)[9]

## Publikacje
- Vasco da Gama: wyprawy, odkrycia, dyplomacja, Warszawa: Iskry, 1997.